# Kreis Herzberg
Der Kreis Herzberg war ein Kreis im Bezirk Cottbus in der DDR. Von 1990 bis 1993 bestand er als Landkreis Herzberg im Land Brandenburg fort. Sein Gebiet liegt heute größtenteils im Landkreis Elbe-Elster in Brandenburg. Der Sitz der Kreisverwaltung befand sich in Herzberg (Elster).

## Geografie

### Lage
Der Kreis Herzberg lag im Nordwesten des Bezirkes Cottbus. Geographisch gehörte der Kreis zum Breslau-Magdeburger Urstromtal im Süden und Westen, zu den Randhügeln der Lausitzer Höhen im Osten und Südosten und dem Vorland des Südfläming im Norden.

### Fläche und Einwohnerzahl
Die Fläche des Kreises betrug 668 km². Zum Vergleich: Die Fläche des Bezirks Cottbus betrug 8260 km².
Die Einwohnerzahl des Kreises belief sich im Jahr 1961 auf 40.836, die des Bezirks auf 825.021.
Die Bevölkerungsdichte des Kreises betrug 60 Einwohner je km².

### Nachbarkreise
Angrenzende Kreise waren:
- im Norden: Kreis Jüterbog (Bezirk Potsdam)
- im Osten: Kreise Luckau und Finsterwalde (Bezirk Cottbus)
- im Süden: Kreis Bad Liebenwerda (Bezirk Cottbus)
- im Südwesten: Kreis Torgau (Bezirk Leipzig)
- im Westen: Kreis Jessen (Bezirk Cottbus)

## Geschichte
Bei der Verwaltungsreform in der DDR, die am 25. Juli 1952 in Kraft trat, wurde der Kreis Herzberg aus Teilen der aufgelösten Landkreise Herzberg (bis 1950 Schweinitz) und Liebenwerda gebildet. Am 1. Januar 1957 wechselten die Gemeinden Kolpien und Schöna aus dem Kreis Luckau in den Kreis Herzberg.
Noch vor der Wiedervereinigung wurde der Kreis Herzberg zum Landkreis Herzberg nach Maßgabe der neuen Kommunalverfassung der DDR vom 17. Mai 1990, die am 3. Oktober 1990 nach den Vorschriften des Einigungsvertrages zu brandenburgischem Landesrecht wurde. Die Zugehörigkeit zu Brandenburg wurde nach einer Bürgerbefragung entschieden (die Alternative wäre Sachsen-Anhalt gewesen).
Am 6. Dezember 1993 ging der Landkreis Herzberg im Zuge der Kreisreform in Brandenburg mit den Landkreisen Bad Liebenwerda und Finsterwalde im neuen Landkreis Elbe-Elster auf. Die Gemeinde Schöna-Kolpien wurde dem Landkreis Teltow-Fläming angegliedert.

### Historische Daten
- 23. Juli 1952 Neugliederung des Kreises aus Teilen der Landkreise Schweinitz und Liebenwerda.
- 3. August 1952 Gründung der ersten LPG des Kreises in Alt-Herzberg.
- September 1952 Einweihung eines Ehrenmals für die Opfer des Faschismus in Schlieben.
- 14. Juni 1953 Erich Honecker nimmt an einer Festkundgebung in Uebigau teil.
- 17. Juni 1953 Im Schweinestall der LPG in Grassau und an einem Strohdiemen der LPG Alt-Herzberg wurde Feuer gelegt.
- 1954 Gründung der VEB Falken-Produktionsstätten in Falkenberg/Elster.
- 1956 Erste Jugendweihefeier des Kreises im Armaturenwerk Herzberg.
- 1956 In 16.000 Arbeitsstunden schufen die Einwohner des Dorfes Oelsig im Rahmen des Nationalen Aufbauwerks (NAW) eine Wasserleitung.
- 1957 Die letzte einklassige Schule im Kreis, in Proßmarke, wurde aufgelöst.
- 1958 Bau einer Turnhalle in Uebigau.
- September 1958 In Osteroda neue Schule eröffnet.
- 1959 Bau des Wasserturms in Herzberg (Elster).
- 1960 Proßmarke ist erstes vollgenossenschaftliches Dorf im Kreis.
- 2. Juni 1960 Eröffnung der Schulsternwarte in Herzberg (Elster).
- 1961 Neubau der Schule in Schlieben.
- 1962 Das Kreiskulturhaus in Herzberg (Elster) wird eröffnet. 7.500 Aufbaustunden wurden dazu geleistet.
- 1962 Neues Schulgebäude in Uebigau übergeben.
- 11. Oktober 1963 Falkenberg/Elster erhält das Stadtrecht.
- 31. Dezember 1964 Volks- und Berufszählung (39.827 Einwohner)
- 1965 Neuer Schulbau in Falkenberg übergeben.
- 1965 Erste Kinder- und Jugendspartakiade im Kreis.
- 17. Dezember 1965 Eröffnung des Planetariums in Herberg.
- 1969 Wiedereröffnung des Schwimmbades in Herzberg (Elster).
- 1969 Inbetriebnahme des Kraftfuttermischwerkes in Herzberg (Elster).
- 1970 Die volkseigenen Betriebe Holzindustrie Schlieben, Falkenproduktion Falkenberg und Armaturenwerk Herzberg werden Kombinaten zugeordnet.
- 1. September 1971 Schulbeginn in der neuen Oberschule Juri Gagarin in Herzberg (Elster).
- 1972 23 private und halbstaatliche Betriebe, bzw. Genossenschaften werden in Volkseigentum überführt.

### Wappen

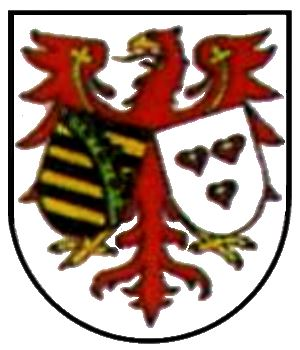
Wappen Landkreis Herzberg 1990 bis 1993

Der Kreis Herzberg übernahm zunächst das Wappen des Landkreises Schweinitz. Durch die Siegelordnung der DDR vom 28. Mai 1953 verloren alle regionalen Wappen ihre Bedeutung als Marke bzw. Siegel. Jedoch wurden die Wappen der Städte weiterhin an Gebäuden oder in Publikationen verwendet, ohne eine amtliche Funktion zu erfüllen. Erst durch die Kommunalverfassung der DDR vom 17. Mai 1990 konnten Gemeinden und Kreise erstmals wieder ausdrücklich Wappen führen und als Siegel verwenden. Der Landkreis Herzberg trug nun ein neues Wappen, in dem der Brandenburger Adler, die Wappen der Grafen zu Brehna und das kursächsische Wappen eingefügt wurden.

## Politik

### Verwaltung
Vorsitzender des Rates des Kreises
Erster Stellvertreter des Vorsitzenden des Rates
Stellvertreter des Vorsitzenden des Rates und Vorsitzender der Kreisplankommission
Stellvertreter des Vorsitzenden des Rates und Vorsitzender des Rates für Landwirtschaft und Nahrungsgüterproduktion
Stellvertreter des Vorsitzenden des Rates für Inneres
Stellvertreter des Vorsitzenden des Rates für Handel und Versorgung
Sekretär des Rates
Mitglieder des Rates
- für Finanzen und Preise
- Kreisbaudirektor
- für Wohnungspolitik und Wohnungswirtschaft
- für Arbeit
- für örtliche Versorgungswirtschaft
- für Energie
- für Verkehrs- und Nachrichtenwesen
- für Umweltschutz, Wasserwirtschaft und Erholungswesen
- Kreisschulrat
- für Kultur
- für Jugendfragen, Körperkultur und Sport
- Kreisarzt

### Landräte
- 1990–1993: Wilfried Schrey

## Wirtschaft und Infrastruktur
Der Kreis Herzberg war wesentlich geprägt durch die Landwirtschaft. Größter Industriebetrieb war das Armaturenwerk der Firma Marx & Morschütz in Herzberg (Elster). Nach 1945 entstanden weitere Werke und Fabriken wie das Landbaukombinat und die Holzindustrie in Schlieben, die Flaken-Produktionsstätten in Falkenberg, Holzverarbeitung und Geflügelschlachthof Falkenberg sowie der Kfz-Instandsetzungsbetrieb in Herzberg. Die ersten PGH entstanden 1958 durch den Zusammenschluss einzelner privater Handwerksbetriebe. Es waren die PGH „Rad Glück“, „Elektronik“ und „Aufbau“ in Falkenberg und „H. Herz“ in Schlieben.

## Verkehr
Die Hauptverkehrsachsen im Kreis waren die Fernverkehrsstraße 101 und die Fernverkehrsstraße 87. Es gab vier Eisenbahnlinien im Kreis:
- Falkenberg–Luckau
- Riesa–Falkenberg–Jüterbog
- Cottbus–Falkenberg–Leipzig
- Ruhland–Falkenberg–Wittenberg

Insgesamt führten sieben Bahnlinien von Falkenberg ab. Zehn Gemeinden im Kreis besaßen eine Bahnstation. Es gab ein dichtes Busverkehrsnetz aller Städte und Gemeinden mit der Kreisstadt Herzberg und der Bezirkshauptstadt Cottbus, mit Wittenberg, und den Bezirksstädten Leipzig und Dresden.

## Städte und Gemeinden
Bei seiner Gründung 1952 hatte der Kreis Herzberg 68 Städte und Gemeinden. Eingerückt sind Gemeinden, die bis zum 5. Dezember 1993 ihre Eigenständigkeit verloren.
- Ahlsdorf (1. Januar 1957: Eingliederung von Hohenkuhnsdorf in Ahlsdorf)
- Arnsnesta
- Bahnsdorf (1. Januar 1957: Eingliederung von Neudeck in Bahnsdorf)
- Bernsdorf
- Beyern
  - Bicking (seit 1. Januar 1974 OT von Herzberg (Elster))
  - Bomsdorf (seit 22. März 1970 Ortsteil von Uebigau)
- Borken
- Brandis (1. Januar 1974: Eingliederung von Horst in Brandis)
- Buckau
- Drasdo
- Dubro
- Falkenberg/Elster
- Fermerswalde
- Frankenhain
  - Frauenhorst (seit 1. Januar 1974 OT von Herzberg (Elster))
- Freileben (seit 1. Juli 1950 mit Ortsteil Striesa)
  - Freywalde (1. Januar 1960: Eingliederung von Freywalde in die Stadt Schönewalde)
- Friedersdorf
  - Friedrichsluga (seit 1. Januar 1974 OT von Herzberg (Elster))
- Gräfendorf
- Grassau
- Großrössen (22. März 1970: Eingliederung von Kleinrössen in Großrössen)
  - Hartmannsdorf (1. Januar 1974: Eingliederung von Hartmannsdorf in Stolzenhain)
- Herzberg (Elster) (1. Juli 1950: Eingliederung von Grochwitz und Kaxdorf in Herzberg (Elster), 1. Januar 1960: Eingliederung von Neunaundorf in Herzberg (Elster), 1. Januar 1974: Eingliederung von Bicking, Frauenhorst und Friedrichsluga in Herzberg (Elster), Stadt)
- Hillmersdorf
- Hohenbucko
  - Hohenkuhnsdorf (1. Januar 1957: Eingliederung von Hohenkuhnsdorf in Ahlsdorf)
  - Horst (1. Januar 1974: Eingliederung von Horst in Brandis)
- Jagsal
- Jeßnigk
  - Kleinrössen (OT von Großrössen seit 22. März 1970)
- Knippelsdorf
- Kölsa
- Körba
- Kolochau
  - Kolpien (1. Januar 1974: Zusammenschluss von Schöna und Kolpien zu Schöna-Kolpien)
  - Krassig (1. Januar 1957: Eingliederung von Krassig in die Stadt Schlieben)
- Langennaundorf
- Lebusa
- Löhsten
- Mähdel
- Malitschkendorf
  - München (seit 1. Januar 1960 Ortsteil der Stadt Uebigau)
- Naundorf
  - Neudeck (seit 1. Januar 1957 Ortsteil von Bahnsdorf)
  - Neunaundorf (seit 1. Januar 1960 Ortsteil der Stadt Herzberg (Elster))
- Oelsig
- Osteroda (22. März 1970: Eingliederung von Redlin in Osteroda)
- Polzen
- Proßmarke
- Rahnisdorf
  - Redlin (seit  22. März 1970 Ortsteil von Osteroda)
- Rehfeld
- Schlieben (1. Januar 1957: Eingliederung von Krassig in die Stadt Schlieben)
- Schmerkendorf
  - Schmielsdorf (1. Januar 1974: Eingliederung von Schmielsdorf in die Stadt Schönewalde)
  - Schöna (1. Januar 1974: Zusammenschluss von Schöna und Kolpien zu Schöna-Kolpien)
- Schönewalde  (seit 1. Juli 1950 mit Ortsteil Grauwinkel; 1. Januar 1960: Eingliederung von Freywalde, 1. Januar 1974: Eingliederung von Schmielsdorf in die Stadt Schönewalde, )
- Stechau
- Stolzenhain (1. Januar 1974: Eingliederung von Hartmannsdorf in Stolzenhain)
- Uebigau (1. Januar 1960: Eingliederung von München in Uebigau; 22. März 1970: Eingliederung von Bomsdorf in Uebigau)
- Wehrhain
- Werchau
- Wiederau
- Wiepersdorf
- Wildenau
- Züllsdorf

Der Kreis Herzberg hatte im Jahr 1989 fünf Städte und 47 Gemeinden mit insgesamt 36.772 Einwohnern.

## Kfz-Kennzeichen
Den Kraftfahrzeugen (mit Ausnahme der Motorräder) und Anhängern wurden von etwa 1974 bis Ende 1990 dreibuchstabige Unterscheidungszeichen, die mit dem Buchstabenpaar ZI begannen, zugewiesen. Die letzte für Motorräder genutzte Kennzeichenserie war ZU 60-01 bis ZU 99-99.
Anfang 1991 erhielt der Landkreis das Unterscheidungszeichen HZ. Es wurde bis Ende 1993 ausgegeben. Seit dem 1. Juli 2007 ist es das Unterscheidungszeichen des Landkreises Harz. Somit ist es im Landkreis Elbe-Elster nicht verfügbar.